# Hypenetes cryodes
Hypenetes cryodes là một loài ruồi trong họ Asilidae. Hypenetes cryodes được Londt miêu tả năm 1985. Loài này phân bố ở vùng nhiệt đới châu Phi.